# Seuttajärvi
Seuttajärvi är en sjö i Kiruna kommun i Lappland och ingår i Torneälvens huvudavrinningsområde. Sjön har en area på 0,276 kvadratkilometer och ligger 480 meter över havet. Seuttajärvi ligger i Torneträsk-Soppero fjällurskog Natura 2000-område.

## Delavrinningsområde
Seuttajärvi ingår i det delavrinningsområde (757527-173593) som SMHI kallar för Mynnar i Verkasjoki. Medelhöjden är 463 meter över havet och ytan är 51,18 kvadratkilometer. Det finns inga avrinningsområden uppströms utan avrinningsområdet är högsta punkten. Harrijoki som avvattnar avrinningsområdet har biflödesordning 4, vilket innebär att vattnet flödar genom totalt 4 vattendrag innan det når havet efter 394 kilometer. Avrinningsområdet består mestadels av skog (67 procent) och sankmarker (29 procent). Avrinningsområdet har 0,88 kvadratkilometer vattenytor vilket ger det en sjöprocent på 1,7 procent.